# Shopping Arena Alpenstraße
Die Shopping Arena Alpenstraße ist ein 2015 eröffnetes Einkaufszentrum im Süden der österreichischen Landeshauptstadt Salzburg. Es ist der Nachfolgebau des 1990 errichteten Shopping Center Alpenstraße, kurz SCA.

## Geschichte
Es wurde am 26. April 1990 eröffnet und war das erste seiner Art in der Stadt. Es hatte mit den beiden Gebäudeteilen links und rechts der Alpenstraße eine Fläche von 13.000 m² (9.000 m² Verkaufsfläche). Ursprünglich war eine oberirdische Verbindung der beiden Teilgebäude geplant, die jedoch nicht genehmigt wurde. Stattdessen realisierte man eine unterirdische Ladenzeile.
Mit der Eröffnung des Europarks im Westen der Stadt im Jahr 1997 sank die Bedeutung des SCA, weil es an Fläche fehlte. Um das Jahr 2000 legte ein Architekturbüro Umbaupläne vor, die jedoch nicht umgesetzt wurden. 2008 kam es schließlich zu einem Eigentümerwechsel.
Im Frühjahr 2011 stimmte der Gestaltungsbeirat der Stadt Salzburg einem Ausbau auf 24.000 m² zu. Die Pläne umfassten einen vollständigen Abriss des westseitigen Bauteils Alpenstraße 114 und einen Umbau des Ostteils. Der Spatenstich fand im April 2012 statt, die Fertigstellung des auf 60 Millionen Euro veranschlagten Neubaus und die Eröffnung erfolgten im Frühjahr 2015. Zusätzlich ist nun ein Parkhaus mit 720 Stellplätzen vorhanden.
Mit der Neueröffnung wurde auch der Name in Shopping Arena geändert. Die Namensgebung und die Gestaltung des Logos bzw. der Wort-Bild-Marke stammen vom Bregenzer Unternehmen Silberball. Neben den Geschäftslokalen verschiedenster Sparten gibt es gastronomisches Angebot und andere Dienstleistungen sowie Veranstaltungen für Kinder und Erwachsene. Mit der Ausgabe Herbst 2015 startete die Herausgabe der hauseigenen Kundenzeitschrift Shopping Arena Live.